# 대한민국 민법 제371조
대한민국 민법 제371조는 지상권, 전세권을 목적으로 하는 저당권에 대한 민법 물권법 조문이다.

## 조문
제371조(지상권, 전세권을 목적으로 하는 저당권) ① 본장의 규정은 지상권 또는 전세권을 저당권의 목적으로 한 경우에 준용한다.
②지상권 또는 전세권을 목적으로 저당권을 설정한 자는 저당권자의 동의없이 지상권 또는 전세권을 소멸하게 하는 행위를 하지 못한다.

第371條(地上權, 傳貰權을 目的으로 하는 抵當權) ① 本章의 規定은 地上權 또는 傳貰權을 抵當權의 目的으로 한 境遇에 準用한다.
②地上權 또는 傳貰權을 目的으로 抵當權을 設定한 者는 抵當權者의 同意없이 地上權 또는 傳貰權을 消滅하게 하는 行爲를 하지 못한다.

## 참고 문헌
- 오현수, 일본민법, 진원사, 2014. ISBN 978-89-6346-345-2
- 오세경, 대법전, 법전출판사, 2014 ISBN 978-89-262-1027-7
- 이준현 , LOGOS 민법 조문판례집, 미래가치, 2015. ISBN 979-1-155-02086-9

## 같이 보기
- 지상권